# 호준포
호준포(虎蹲炮)는 오늘날의 박격포에 해당하는 역할을 한 전근대 동양의 화포이다. 발사하기 위해 설치했을 때 모양이 호랑이가 웅크린 모습과 같다고 하여 호준포라고 하였다. 16세기 명나라 때의 장군 척계광에 따르면 명나라 초기부터 사용되었다고 한다.